# Akademien i Nehardea
Akademien i Nehardea (hebreiska: ישיבת נהרדעא), tidigare även känd som Lärdomens hus (judisk-babylonisk arameiska: בי מדרשא, Bē Miḏraš) eller Gränsen (judisk-babylonisk arameiska: תחומא, Tḥūmā), var en av de stora talmud-akademierna i Babylonien (Mesopotamien). Den var verksam med vissa avbrott från den tidiga amoraiska perioden till slutet av den geoniska perioden. Akademin grundades av amoran Samuel från Nehardea, en av Babyloniens främste lärde.

## Historia
Samuel grundade akademin i Nehardea, som med tiden lockade tusentals studenter. Tillsammans med Akademien i Sura, som grundades av Abba Arikha, innebar den början på ny epok, där Babylon blev centrum för judendomen. Efter Ravs död övergick många studenter från akademin i Sura till Nehardea.
Trots att  Rav Kahana III:s akademi i Pum-Nahara var underställd Sura-akademin, började akademiledarna i Nehardea efter Ravs död att besöka Rav Kahana i Pum-Nahara i syfte att stärka banden mellan de två läroverken. Detta bekräftas bland annat av att Kahana III höll ett gravtal för Rav Zevid från Nehardea i Pum-Nahara, – ett tal som sannolikt speglar att Kahana III själv var lärjunge till Rav Zevid. R. Nachman från Nehardea besökte även Rav Kahana III i Pum-Nahara kvällen före Jom kippur, det är möjligt att han kom för att delta i de heliga dagens böner tillsammans med dem.